# Шриланкска брадатка
Шриланкската брадатка (Megalaima rubricapillus) е вид азиатска птица от семейство Брадаткови (Megalaimidae).

## Разпространение и местообитание
Видът е ендемичен за Шри Ланка. Среща се в тропическите влажни равнинни гори на надморска височина до 1300 метра.

## Описание
Тази птица достига на дължина до 15 см. Има къс врат, голяма глава, къса опашка и зелено оперение.

## Хранене
Храни се с плодове и насекоми.

## Размножаване
Гнезди в дупки на дървета, като снася от 2 до 4 яйца.